# فريق خورخي
فريق خورخي (Team Jorge) هو الاسم الذي يُطلق على مجموعة من المقاولين الإسرائيليين المتخصصين في استخدام الأنشطة السيبرانية الخبيثة، بما في ذلك القرصنة والتخريب وحملات التضليل على وسائل التواصل الاجتماعي التي تديرها مزرعة للتلاعب بنتائج الانتخابات.

كُشِفَتْ المجموعة في شباط/فبراير 2023 بعد عملية سرية قام بها صحفيون من إسرائيل، وفرنسا كجزء من اتحاد الصحفيين الاستقصائيين بالتنسيق مع فريق "قصص ممنوعة" (Forbidden Stories) كانت المنظمة نشطة منذ عام 2015 على الأقل، ويتباهى العاملون فيها بأنهم تلاعبوا بـ 33 انتخابات رئاسية في جميع أنحاء العالم، والعديد منها في إفريقيا، وفي 27 حالة حققت نتائج ناجحة.

تم الكشف عن أنشطتهم عام 2022 عقب تحقيق صحفي أجرِيَ في تل أبيب، نفذه ثلاثة صحفيين سريين، تظاهروا بأنهم عملاء محتملون، وقاموا بتصوير تفاعلاتهم مع طال حنان -قائد المجموعة وعضو سابق في القوات الخاصة الإسرائيلية- شرح فيها الأعمال الداخلية للمنظمة. استخدم طال حنان الاسم المستعار "خورخي" عند العمل مع مجموعة القرصنة والمعلومات المضللة، والتي ألهمت اسم "فريق خورخي".

## خلفية
وفقًا لطال حنان، قائد المجموعة، فإنَّ فريق خورخي موجود منذ أكثر من عقدين، وشارك في أنشطة دعائية وتضليل في أكثر من 30 دولة. ومع ذلك، فإنَّ أوَّل نشاط موثق له يعود إلى عام 2015. وكانت خدمات المنظمة متاحة لوكالات المخابرات الحكومي،ة والحملات السياسية، والشركات الخاصة التي ترغب في التلاعب بالرأي العام سرًّا.

كانت إحدى الأدوات الأساسية للمنظمة هي حزمة برامج تسمى "حلول وسائط التأثير المتقدمة" (Advanced Impact Media Solutions وبالحروف المختصرة: AIMS) يقوم البرنامج بأتمتة التحكم المركزي في الآلاف من ملفات تعريف الارتباط المزيفة بالوسائط الاجتماعية مثل: "تويتر" (Twitter) و"لينكد إن" (LinkedIn) و"فيسبوك" (Facebook) و"تيليجرام" (Telegram) وغيرها. يحتوي عدد من هذه الملفات الشخصية أيضًا على حسابات في "أمازون" (Amazon) و"إير بي إن بي" (Airbnb)، جنبًا إلى جنب مع بطاقات الائتمان ومحافظ البيتكوين. تستخدم المجموعة أيضًا تقنيات القرصنة للتغلب على روايات القوة الغاشمة للضحايا المحتملين. يقال إن المجموعة لديها ستة مكاتب في جميع أنحاء العالم، ويقع مقرها الرئيسي في موديعين-مكابيم-ريعوت، وهي بلدة تبعد 35 كيلومترًا (22 ميلًا) جنوب شرق تل أبيب. من بين العاملين في هذه المنظمة شقيق طال حنان، زوهار حنان (المعروف باسم نيك)، الموصوف بالرئيس التنفيذي للمجموعة.

## التحقيق والكشف
كُشِفَ عن أنشطة فريق خورخي بعد عملية مُتقنة قام بها ثلاثة صحفيين سريين، جور مجيدو من "ذا ماركر" (TheMarker)، وفريديريك ميتزو من راديو فرنسا، وعومر بن يعكوف من صحيفة هآرتس، الذين تظاهروا بأنهم عملاء محتملون وصوروا لقاءات مع طال حنان في تل أبيب عام 2022 حيث أوضح لهم خلالها الأعمال الداخلية للمنظمة. تفاخر حنان في المحادثات بتدخل فريقه في 33 حملة على المستوى الرئاسي، كان لـ27 منها نتائج إيجابية للزبائن الذين استأجروا خدمات المنظمة.

أعلن حنان عن مسؤولية فريقه عن هجوم إلكتروني عام 2019 ضد لجنة الانتخابات المركزية في إندونيسيا، والذي بدا وكأن من قامت به هي الصين لأسباب سياسية. أفادت وسائل الإعلام بما في ذلك بلومبرج عن الهجوم في آذار/مارس 2019، مشيرة إلى الأصل "الصيني الروسي" المحتمل لهذا التدخل، في حين أشار تحقيق أجرته صحيفة الغارديان إلى أنه من المرجَّح أن يكون عمل متسللين آخرين تركوا دلائل مُزيَّفة. كما زعم أن فريق خورخي تدخل في استفتاء الاستقلال الكتالوني لعام 2014، واخترق رسائل البريد الإلكتروني لرئيس أركان ترينيداد وتوباغو، وسرب وثيقة لإحداث أزمة سياسية، ونقل معلوماتٍ كاذبة إلى صحفي على قناة إي بي سي (ABC) للتأثير على فنزويلا عام 2012. الانتخابات الرئاسية ضد الرئيس السابق هوغو شافيز، كما أدارت حملة 2022 زعمت أن جبهة البوليساريو مرتبطة بحزب الله وإيران، وحملة أخرى في 2022 تشوه سمعة علي بن فطيس المري، مبعوث الأمم المتحدة لمكافحة الفساد.

شارك في التحقيق الأوسع نطاقًا قرابة 30 صحفيًّا، بتنسيق من "حكايات محظورة"(Forbidden Stories)، وشمل الغارديان (The Guardian) ودير شبيغل (Der Spiegel) ودي تسايت (Die Zeit) ولوموند (Le Monde)، ومشروع تغطية الجريمة المنظمة والفساد (OCCRP)، وإل باييس El) País) ووسائل إعلام أخرى من فرنسا، وألمانيا، وإندونيسيا، وإسرائيل، وكينيا، وإسبانيا، وتنزانيا، والولايات المتحدة.

حضر حنان الاجتماعات التي شملت كامبردج أناليتيكا في وقت مبكر من عام 2014. [9] تُظهر رسائل البريد الإلكتروني المسربة إلى الحارس أن فريق خورخي كان على اتصال مع كامبردج أناليتيكا في عامي 2015 و2017 بشأن الحملات السياسية في إفريقيا وأمريكا الجنوبية. عملت المنظمتان على التلاعب بالانتخابات النيجيرية لعام 2015. كانت الخطة هي المساعدة في إعادة انتخاب جودلاك جوناثان من خلال تشويه سمعة محمدو بوهاري، لكن الحملة لم تنجح.
1. ↑  وصلة مرجع: https://www.theguardian.com/world/2023/feb/15/aims-software-avatars-team-jorge-disinformation-fake-profiles.